# Nacaduba lysa
Nacaduba lysa är en fjärilsart som beskrevs av Hans Fruhstorfer 1916. Nacaduba lysa ingår i släktet Nacaduba och familjen juvelvingar. Inga underarter finns listade i Catalogue of Life.